# QVC7
QVC7 è il settimo mixtape del rapper italiano Gemitaiz, pubblicato il 30 dicembre 2016 dalla Tanta Roba.

## Tracce
1. Intro QVC7 – 2:56
2. Il Primo – 2:47
3. Gli stessi – 2:56
4. Essere vero (prod. Frenetik & Orang3) – 1:51
5. Gigante (feat. Caneda) – 4:21
6. Da piccolo (Snippet) – 4:20
7. Come no (feat. Sebastian, Yojimbo) – 3:36
8. Voodoo (feat. Luchè, CoCo) – 3:21
9. A me mi (feat. Achille Lauro) – 2:06
10. Quello che vi consiglio pt. 3 – 3:21
11. Chissenefrega (Snippet 2) – 2:06
12. Mai (prod. Mixer T) – 3:36
13. Controlla freestyle – 2:46
14. Come On Baby (feat. MadMan, Nitro, Pedar Poy) – 3:50
15. Fratè – 3:26
16. Outro (insegui i sogni) – 2:51